# Зеліг Соскін

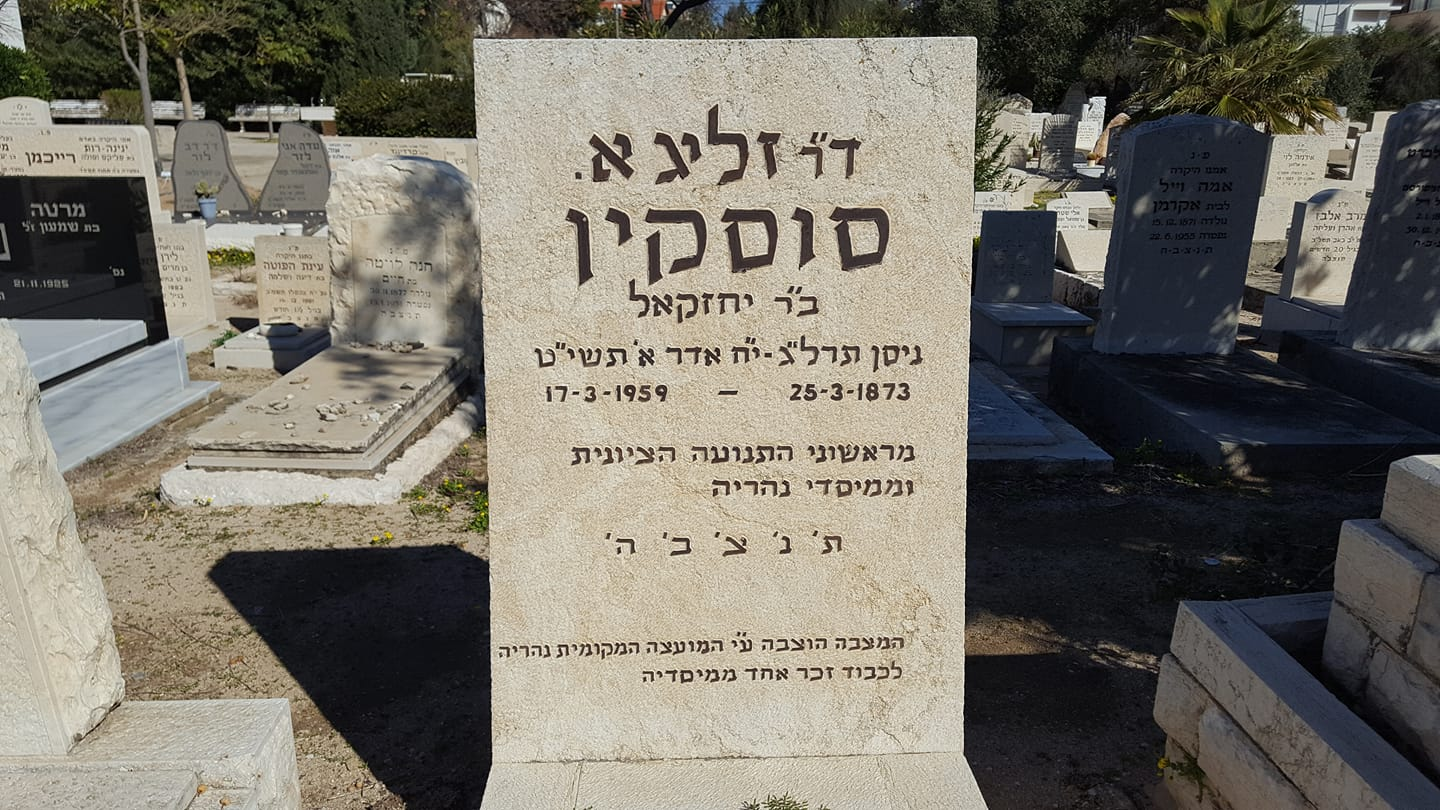
Мацева Зеліґа Соскіна на кладовищі в Нагарії

Зеліґ Євген Соскін (івр. זליג סוסקין, 25 березня 1873, Чюрюбаш, Таврійська губернія — 26 лютого 1959, Тель-Авів, Ізраїль) — один із піонерів сіоністського руху та агроном, який працював над розвитком сільського господарства в Ізраїлі. Відомий як один із засновників міста Нагарія.

## Життєпис
Соскін народився в селі Чюрюбаш (Таврійська губернія) на Кримському півострові в родині Єхезкеля та Рахілі. Після закінчення середньої школи він навчався у Вищому сільськогосподарському інституті в Берліні і отримав там диплом агронома. Він продовжив свої академічні дослідження в Університеті Ростока, де отримав ступінь доктора філософії. Під час навчання був членом сіоністської студентської асоціації, заснованої Шмар'ягу Левіним та Лео Моцкіним. До еміграції до Ізраїлю він був одним із засновників «Сіоністського центру» в Російській Імперії та засновників фонду «Керен га-Йесод».
У 1896 році Соскін іммігрував до Ерец-Ісраель з представниками руху Ховевей Ціон, щоб керувати сільськогосподарськими роботами серед засновників Беєр-Тувії. Через два роки він перейшов до управління посадками евкаліптів на болотах Хадери та керував підготовкою землі для посадки фруктового саду в Ган-Шмуель.
У 1898 році він супроводжував Теодора (Бенджаміна) Зеєва Герцля під час його візиту до Палестинського Мандату, і в результаті він розпочав дослідження з метою вивчення можливостей для сільського господарства в різних регіонах країни. У 1903 році він брав участь у Шостому сіоністському конгресі, де був обраний до Комітету з вивчення Палестини разом з Отто Варбургом і Францом Оппенгеймером. У рамках цього він брав участь в експедиції в Ель-Аріш, яка досліджувала синайський регіон на прохання Герцля. Деякі з його сільськогосподарських досліджень проводились у співпраці з Аароном Ааронсоном, з яким він заснував консалтингову та навчальну контору в галузі сільського господарства та плантацій у 1900 році.
Після його призначення на посаду директора Департаменту поселень до Єврейського національного фонду (JNF) у 1918 році, він почав досліджувати впровадження моделі сільського господарства, про яку дізнався під час своїх подорожей Європою. За цією моделлю він планував створити інтенсивне сільське господарство на невеликих ділянках землі, де мали б бути створені молочна ферма, курник, овочеві культури. Він спробував застосувати цей метод в районі Біньяміна, та успіх методу стався з заснуванням Нагарії в 1934 році. Його метод перейняв Володимир Зеєв Жаботинський, і за його підтримки він став активним учасником ревізіоністського руху. Крім того, він приніс на Землю Ізраїлю гідропонний метод вирощування рослин на субстракті з водою.
Соскін помер у 1959 році в лікарні Гадаса в Тель-Авіві і був похований на кладовищі в Нагарії.
У місті Нагарія його ім'ям названо вулицю.

## Фахові статті
- З. Соскін, «Урок Зебедалії — плантації золотих яблук в Зебедалії» (ז. סוסקין, הלקח מזבדליה - מטעי תפוחי הזהב בזבדליה), газета гаЦафон ("הצפון"), 2 листопада 1926 року
- З. Соскін, «Наш годувальник — Сонце» (ז. סוסקין, המפרנסת שלנו - השמש), газета гаБокер (הַבֹּקֶר) 30 березня 1953 року
- З. Соскін, Рамат Разіель (ז. סוסקין, רמת רזיאל,), газета Херут (חרות), 28 січня 1949 року